# 瓯北镇
瓯北镇是中国浙江省永嘉县下辖的一个镇，地处浙江中南部，楠溪江与瓯江交汇处，与温州市区隔江相望，总面积136.3平方公里，辖73个行政村、8个居委会，2004年总人口25万人，户籍人口12万人。瓯北历史悠久，早在西汉，东瓯王就在此建都立城。改革开放后，瓯北镇经济发展迅速，被稱为“温州浦东”。2011年永嘉县行政区划调整时撤销，辖区分划为江北街道、东瓯街道、三江街道、黄田街道。